# 米歇尔·吉辛
米歇尔·吉辛（德語：Michelle Gisin，1993年12月5日—）生于格劳宾登州萨梅丹，是一名瑞士女子高山滑雪运动员。米歇尔·吉辛一岁时受父母的影响开始接触滑雪。她的哥哥馬克和姐姐多米妮克也都是高山滑雪运动员。她在2014年开始和意大利高山滑雪盧卡·德阿利普蘭迪尼交往。